# 對衡道
對衡道（英語：Durham Road）是香港九龍九龍仔的一條道路，原九龍仔村所在地，西端與窩打老道交界，東端則與喇沙利道交界，與附近的禧福道、蘭開夏道平行。
正如九龍仔多數道路一樣，對衡道的名稱也是源用英國地名，「對衡」即是對衡郡（County Durham）。

## 事件

### 九龍塘對衡道18號劫殺案
1985年10月18日，於九龍塘對衡道18號一間高尚住宅內，女傭錢金鳳（80歲）被殺，手腳被綁。數日後一名啟德機場工人（22歲）被捕，疑兇是死者的親戚，從大陸來港約5年。